# 우게이촌
우게이촌(有芸村)은 1956년까지 이와테현 시모헤이군에 존속했던 촌이다. 현재의 이와이즈미정 가미우게이, 시모우게이, 소이리에 해당한다.

## 연혁
- 1889년 4월 1일 - 정촌제 시행과 함께 기타헤이군 우게이촌이 성립하였다. 우게이촌은 주변의 촌들을 합쳐져 형성하였다.
- 1896년 3월 29일 - 기타헤이 군, 히가시헤이 군, 나카헤이 군이 합병해 시모헤이 군 우게이촌이 되었다.
- 1922년 8월 1일 - 이와이즈미 촌의 정제 시행에 따라 정촌 조합의 형태가 이와이즈미 정외 2개소 조합이 되었다.
- 1928년 10월 31일 - 이와이즈미정, 앗카촌과의 조합을 해소하였다.
- 1956년 9월 30일 - 이와이즈미정, 앗카촌, 오카와촌, 오모토촌과 합병해 새로운 이와이즈미정이 되었다.

## 참고서적
- 『이와테현 정촌 합병지』(이와테현 총무부 지방과, 1957년)